# Chela
Ne doit pas être confondu avec Chella.
Pour le poisson, voir Chela (genre).
Chela est un mot dérivé du sanskrit qui signifie disciple, étudiant ; il était utilisé dans le sikhisme. Il était de cours avant le terme venant du punjabi sikh. Le mot chela était donné aux suivants de n'importe quel mouvement. C'est pourquoi sikh a été préféré afin de désigner spécifiquement les croyants à la religion fondée par Guru Nanak et les Gurus du sikhisme.